# Жувам
Жувам — деревня в Юкаменском районе Удмуртии. Входит в состав Засековского сельского поселения.

## География
Деревня находится на северо-западе республики, на расстоянии примерно 9 км (по прямой) к юго-востоку от села Юкаменское, административного центра района.

### Часовой пояс
Деревня Жувам, как и вся Удмуртия, находится в часовой зоне МСК+1. Смещение применяемого времени относительно UTC составляет +4:00.

## Население
| 2010 | 2012 |
| ---- | ---- |
| 216  | ↘193 |

### Национальный состав
Согласно результатам переписи 2002 года, в национальной структуре населения удмурты составляли 90 % из 266 чел.